# Gunvor Guggisberg
Gunvor Guggisberg (Berna, 23 agosto 1974) è una cantante svizzera.
Ha rappresentato la Svizzera all'Eurovision Song Contest 1998 con il brano Lass ihn.

## Biografia
Nata nella capitale svizzera e cresciuta a Zimmerwald, Gunvor Guggisberg è nota sin dall'infanzia come una ballerina di tip-tap. Il 18 dicembre 1997 è stata una dei sei partecipanti alla selezione svizzera per la ricerca del rappresentante nazionale eurovisivo per l'edizione successiva. Dopo aver vinto il programma grazie al televoto con il brano Lass ihn, ha avuto l'occasione di esibirsi nella finale dell'Eurovision Song Contest 1998, che si è tenuta il 9 maggio a Birmingham. Si è classificata ultima su 25 partecipanti, senza ottenere nessun punto.

## Discografia

### Album
- 2000 - From A to Z
- 2015 - That's Life
- 2017 - 001
- 2018 - Der kleine Mats – Das Kindermusical von und mit Gunvor

### Raccolte
- 2013 - Best of Gunvor: 15 Years from A to Z
- 2018 - 20 Years - 20 Songs: 1998-2018

### Singoli
- 1998 - Lass ihn/On My Own
- 1998 - Money Makes...
- 1999 - Land of Fantasy
- 2002 - Born to Be (Loved by You)
- 2009 - Don't Judge
- 2011 - Passion (Fearless)
- 2013 - Question of Trust
- 2013 - Moi, j’aime faire l’amour
- 2013 - Secret Love
- 2014 - Man on Fire